# Tirrena-Adriàtica 2000
La Tirrena-Adriàtica 2000 va ser la 35a edició de la Tirrena-Adriàtica. La cursa es va disputar en vuit etapes, entre el 8 i el 15 de març de 2000, amb un recorregut final de 1.242,5 km.
El vencedor de la cursa fou l'espanyol Abraham Olano (ONCE), que s'imposà al txec Jan Hruska (Vitalicio Seguros) i el també espanyol Juan Carlos Domínguez (Vitalicio Seguros), segon i tercer respectivament.

## Etapes
| Etapa | Data       | Recorregut                         | Km    | Vencedor d'etapa        | Líder de la general     |
| ----- | ---------- | ---------------------------------- | ----- | ----------------------- | ----------------------- |
| 1a    | 8 de març  | Sorrento - Sorrento                | 131,0 | Óscar Freire (ESP)      | Óscar Freire (ESP)      |
| 2a    | 9 de març  | Sorrento - Aversa                  | 189,0 | Jan Svorada (CZE)       | Romāns Vainšteins (LAT) |
| 3a    | 10 de març | Aversa - Santuario dell'Addolorata | 160,0 | Laurent Jalabert (FRA)  | Laurent Jalabert (FRA)  |
| 4a    | 11 de març | Isernia - Luco de Marsi            | 207,0 | Erik Zabel (GER)        | Laurent Jalabert (FRA)  |
| 5a    | 12 de març | Ascoli - Piceno (CRI)              | 26,5  | Abraham Olano (ESP)     | Abraham Olano (ESP)     |
| 6a    | 13 de març | Montenagraro - M. San Giusto       | 149,0 | Óscar Freire (ESP)      | Abraham Olano (ESP)     |
| 7a    | 14 de març | Teramo - Torricella Sicura         | 214,0 | Michael Boogerd (NED)   | Abraham Olano (ESP)     |
| 8a    | 15 de març | S.B del Tronto - S.B del Tronto    | 166,0 | Romāns Vainšteins (LAT) | Abraham Olano (ESP)     |

## Classificació general
|    | Ciclista                    | Equip             | Temps       |
| -- | --------------------------- | ----------------- | ----------- |
| 1  | Abraham Olano (ESP)         | ONCE              | 36h 03' 30" |
| 2  | Jan Hruska (CZE)            | Vitalicio Seguros | + 10"       |
| 3  | Juan Carlos Domínguez (ESP) | Vitalicio Seguros | + 18"       |
| 4  | Laurent Jalabert (FRA)      | ONCE              | + 38"       |
| 5  | Marco Serpellini (ITA)      | Lampre-Daikin     | + 46"       |
| 6  | Jens Voigt (GER)            | Crédit Agricole   | + 52"       |
| 7  | Marc Wauters (BEL)          | Rabobank ProTeam  | + 55"       |
| 8  | David Plaza (ESP)           | Festina           | + 1' 02"    |
| 9  | Gabriele Colombo (ITA)      | Cantina Tollo     | + 1' 04"    |
| 10 | Romāns Vainšteins (LAT)     | Vini Caldirola    | + 1' 23"    |